# Turning Tables
"Turning Tables"는 아델의 노래로, 정규 2집 앨범 《21》의 마지막 싱글이다. 미국에서 발매되지 않았고 영국과 이탈리아에서만 싱글로 발매 된 싱글로, 비공식 싱글이다. 뮤직비디오는 없다.

## 판매량 인증
| 국가                                                  | 인증     | 판매량/출하량 |
| ----------------------------------------------------- | -------- | ------------- |
| 오스트레일리아 (ARIA)                                 | 골드     | 35,000^       |
| 브라질 (Pro-Música Brasil)                            | 골드     | 50,000*       |
| 캐나다 (뮤직 캐나다)                                  | 골드     | 40,000*       |
| 이탈리아 (FIMI)                                       | 플래티넘 | 50,000*       |
| 미국 (RIAA)                                           | 골드     | 883,000       |
| *판매량을 기반으로 한 인증 ^출하량을 기반으로 한 인증 |          |               |